# Arquidiócesis de Guayaquil
La arquidiócesis de Guayaquil (en latín: Archidioecesis Guayaquilensis) es una circunscripción eclesiástica de la Iglesia católica en Ecuador. Se trata de una arquidiócesis latina, sede metropolitana de la provincia eclesiástica de Guayaquil. Desde el 24 de septiembre de 2015 su arzobispo es Luis Gerardo Cabrera Herrera, de la Orden de Frailes Menores.

## Territorio y organización
La arquidiócesis tiene 2292 km² y extiende su jurisdicción sobre los fieles católicos de rito latino residentes en el cantón Guayaquil en la provincia del Guayas, excepto las parroquias civiles rurales de Juan Gómez Rendón (Progreso), Morro, Posorja, Puna y Tenguel.

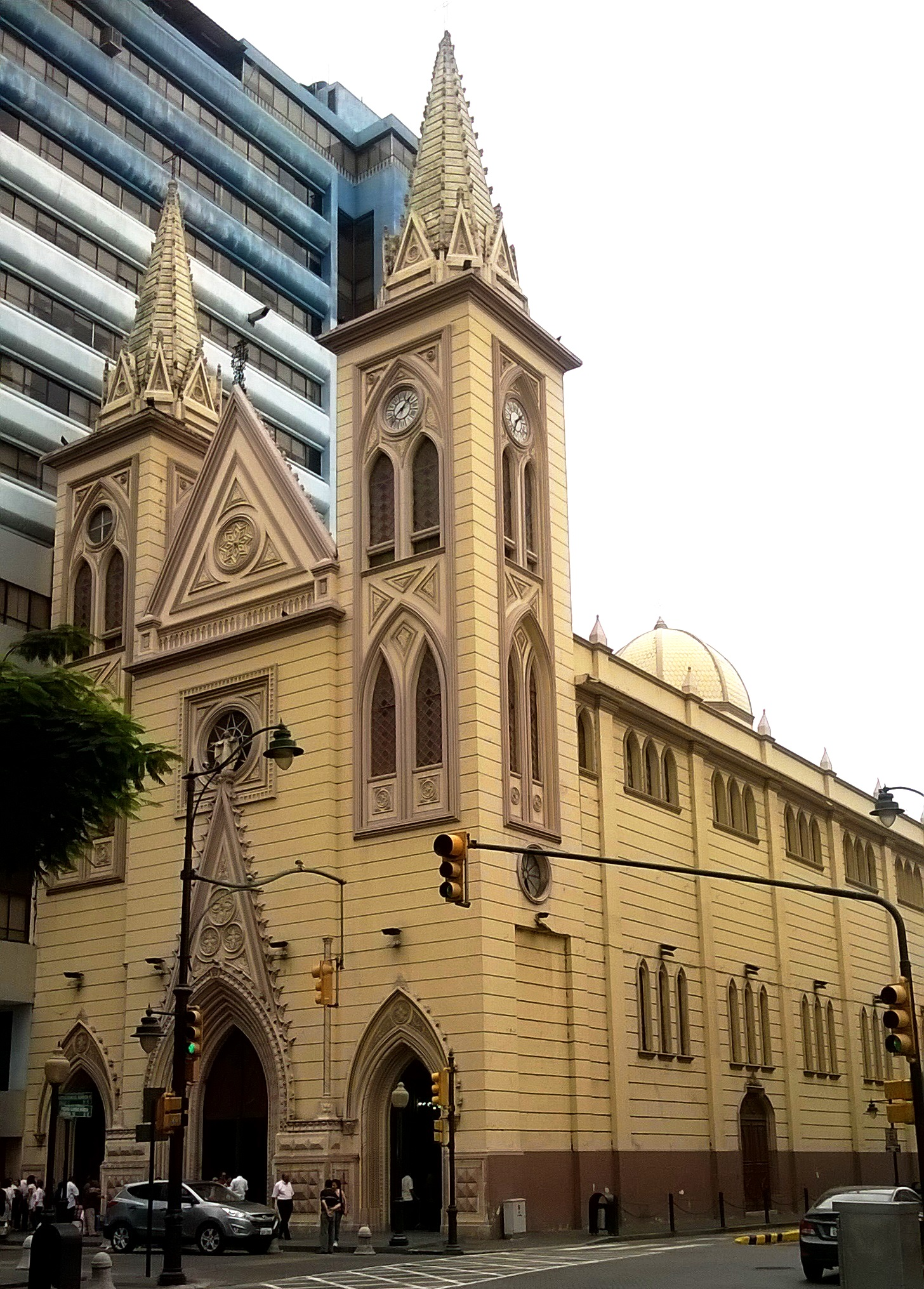
Basílica de Nuestra Señora de la Merced, en Guayaquil

La sede de la arquidiócesis se encuentra en la ciudad de Guayaquil, en donde se halla la Catedral de San Pedro, la basílica de Nuestra Señora de la Merced y el Santuario nacional de la Divina Misericordia.

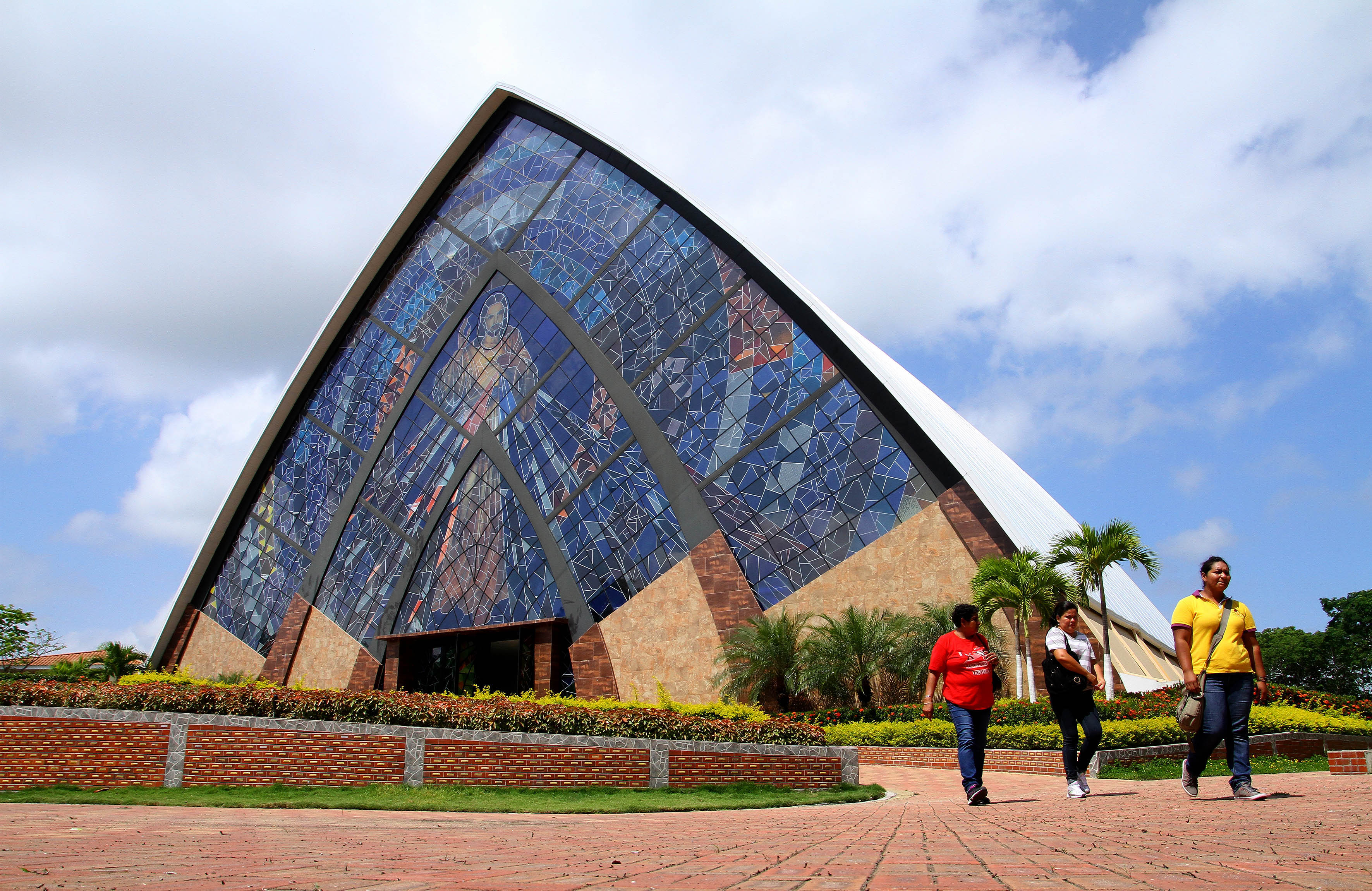
Santuario de la Divina Misericordia, en Guayaquil

La arquidiócesis tiene como sufragáneas a las diócesis de: Babahoyo, Daule, San Jacinto y Santa Elena.

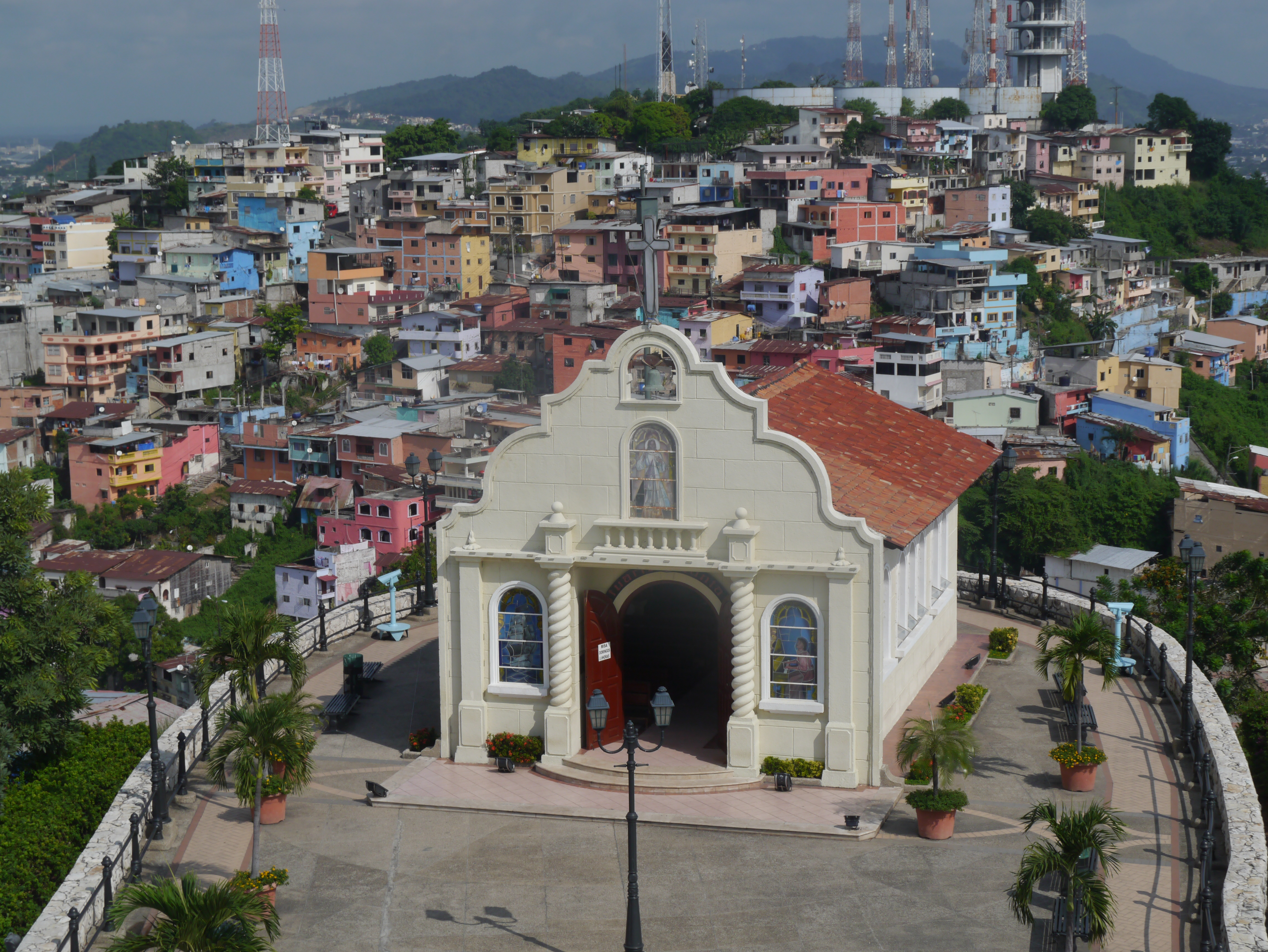
Capilla del Cerro Santa Ana, en Guayaquil

En 2022 en la arquidiócesis existían 164 parroquias agrupadas en 5 vicarías zonales: Norte, Noreste, Centro, Sur y Suroeste.

## Historia

### Antecedentes
Tras el asentamiento definitivo de la ciudad de Guayaquil en 1547 en las faldas del cerrito Verde, los conquistadores españoles asentaron las primeras edificaciones eclesiásticas.
El templo católico más antiguo en edificarse fue la iglesia de Santo Domingo por parte de los dominicos en 1548.
Otras congregaciones eclesiásticas también llegaron al poblado, dando como resultado la edificación de numerosos templos en el sector denominado como La Planchada.
La administración eclesiástica de Guayaquil estaba a cargo de un cura vicario designado a la iglesia matriz, el cual dependía directamente de la diócesis de Quito, que se había erigido el 8 de enero de 1546 al separarse de la diócesis de Lima.
El 25 de noviembre de 1564, se fundó el Hospital de Santa Catalina, dirigido desde 1604 por los religiosos de San Juan de Dios.
El 4 de agosto de 1634 se posesionó como cura vicario de la ciudad Andrés Sánchez de Monasterio.
Las autoridades civiles de Guayaquil emprendieron un proyecto de reubicación del emplazamiento de la ciudad desde «La Planchada» hasta «La Sabaneta» en 1688, y paulatinamente parte de la población migró hasta la denominada Ciudad Nueva, con la resistencia de una importante cantidad de vecinos los cuales no querían dejar sus propiedades en la Ciudad Vieja.
En un intento por incitar el traslado completo de la población, las autoridades locales decidieron trasladar también la iglesia matriz a fines de 1694, ubicándose en junto a la Plaza de Armas, en el lugar en el que actualmente se ubica la Catedral de San Pedro.
En 1817 José Ignacio Cortázar, obispo de Cuenca, diócesis a la que pertenecía entonces Guayaquil, realizó la visita pastoral a las veinte parroquias de la provincia de Guayaquil.

### Diócesis
A solicitud del presidente del Ecuador, Vicente Rocafuerte y Rodríguez de Bejarano, la diócesis de Guayaquil fue erigida el 29 de enero de 1838 mediante la bula In supremo beati del papa Gregorio XVI, obteniendo el territorio de la diócesis de Cuenca (hoy arquidiócesis de Cuenca). Originalmente era sufragánea de la arquidiócesis de Lima. El primer obispo de Guayaquil fue Francisco Xavier de Garaycoa Llaguno quien fue elegido el 15 de febrero de 1838, siendo ordenado el 14 de octubre de ese año. El 15 de septiembre de 1839 la antigua iglesia matriz fue erigida como catedral de la diócesis.
El 13 de enero de 1848 pasó a formar parte de la provincia eclesiástica de la arquidiócesis de Quito.
Después del traslado del obispo Garaycoa a la sede metropolitana de Quito en 1851, el intento del gobierno ecuatoriano de inmiscuirse en los asuntos eclesiásticos resultó en una vacancia de la sede durante diez años.
La crisis en las relaciones entre el gobierno y la diócesis continuó en los años siguientes. En 1865 el presidente Gabriel García Moreno comunicó al obispo Aguirre que su auxiliar Luis de Tola y Avilés no podía salir de la ciudad «porque su conducta [...] manifiesta su adhesión a los implacables enemigos del orden, la propiedad, la Religión y el Gobierno».
El 23 de marzo de 1870 cedió una porción de su territorio para la erección de la diócesis de Portoviejo (hoy arquidiócesis de Portoviejo) mediante la bula Multiplices inter del papa Pío IX.
En 1888 el obispo del Pozo fue suspendido por la Santa Sede por motivos nunca aclarados, pero ciertamente políticos. Partió al exilio voluntario a Lima y luego a Chile, mientras la sede de Guayaquil, considerada ya entre las más importantes del país, permaneció administrada por un administrador apostólico.
Después de veintiocho años de sede vacante, la elección de Riera fue muy laboriosa. En 1915, sin embargo, el gobierno demostró una actitud más conciliadora y se propuso colaborar en la identificación del candidato más adecuado. La elección de la Sede Apostólica, sin embargo, recayó en Andrés Machado, lo que disgustó tanto al arzobispo de Quito como al gobierno. A partir de 1917 el gobierno ecuatoriano renunció definitivamente al derecho de patronato en la elección de obispos.
El 15 de julio de 1948 cedió una porción de su territorio para la erección del vicariato apostólico de Los Ríos (hoy diócesis de Babahoyo) mediante la bula Christianae plebis del papa Pío XII.
El 6 de mayo de 1950 cedió una porción de su territorio para la erección de la prefectura apostólica de Galápagos (hoy del vicariato apostólico de Galápagos) mediante la bula Peramplum quarumdam del papa Pío XII.
El 26 de julio de 1954 cedió otra porción de su territorio para la erección de la prelatura territorial de El Oro (hoy diócesis de Machala) mediante la bula Nos minime latet del papa Pío XII.

### Arquidiócesis
El 22 de enero de 1956 fue elevada al rango de arquidiócesis metropolitana mediante la bula Cum in Aequatoriana Republica del papa Pío XII. César Mosquera Corral, quién se desempeñaba como obispo de Guayaquil, fue elevado a arzobispo metropolitano.
El 3 de enero de 1970, mediante la carta apostólica Quantopere Maria, el papa Pablo VI proclamó a la Bienaventurada Virgen María de la Merced como patrona principal de la arquidiócesis.
El 4 de noviembre de 2009 cedió una porción de su territorio para la erección de la diócesis de San Jacinto de Yaguachi (hoy diócesis de San Jacinto) mediante la bula Verba salutiferae del papa Benedicto XVI.
El 2 de febrero de 2022 cedió otras porciones de su territorio para la erección por el papa Francisco de las diócesis de Daule (mediante la bula Suscipientes misericordiam) y de Santa Elena (mediante la bula In templo Christum).

## Estadísticas
Según el Anuario Pontificio 2023 la arquidiócesis tenía a fines de 2022 un total de 2 234 000 fieles bautizados.
| Año                                                                             | Población            | Población | Población      | Sacerdotes | Sacerdotes    | Sacerdotes    | Bautizados por sacerdote | Diáconos permanentes | Religiosos | Religiosos | Parroquias |
| Año                                                                             | Bautizados católicos | Total     | % de católicos | Total      | Clero secular | Clero regular | Bautizados por sacerdote | Diáconos permanentes | Varones    | Mujeres    | Parroquias |
| ------------------------------------------------------------------------------- | -------------------- | --------- | -------------- | ---------- | ------------- | ------------- | ------------------------ | -------------------- | ---------- | ---------- | ---------- |
| 1950                                                                            | 792 320              | 898 578   | 88.2           | 88         | 43            | 45            | 9003                     |                      | 94         | 138        | 58         |
| 1966                                                                            | 1 025 000            | 1 052 000 | 97.4           | 185        | 55            | 130           | 5540                     |                      | 43         | 510        | 69         |
| 1968                                                                            | ?                    | 1 291 895 | ?              | 207        | 66            | 141           | 0                        |                      | 230        | 474        | 59         |
| 1976                                                                            | 1 300 000            | 1 600 000 | 81.3           | 213        | 71            | 142           | 6103                     | 1                    | 172        | 571        | 77         |
| 1980                                                                            | 1 699 165            | 1 810 000 | 93.9           | 225        | 96            | 129           | 7551                     |                      | 168        | 592        | 96         |
| 1990                                                                            | 2 607 000            | 2 800 000 | 93.1           | 238        | 125           | 113           | 10 953                   | 17                   | 268        | 541        | 181        |
| 1999                                                                            | 3 200 000            | 3 500 000 | 91.4           | 218        | 136           | 82            | 14 678                   | 21                   | 106        | 487        | 191        |
| 2000                                                                            | 3 260 000            | 3 600 000 | 90.6           | 275        | 190           | 85            | 11 854                   | 23                   | 103        | 494        | 191        |
| 2001                                                                            | 3 400 000            | 3 600 000 | 94.4           | 232        | 150           | 82            | 14 655                   | 27                   | 99         | 496        | 192        |
| 2002                                                                            | 3 400 000            | 3 600 000 | 94.4           | 242        | 157           | 85            | 14 049                   | 24                   | 104        | 502        | 192        |
| 2003                                                                            | 3 400 000            | 3 600 000 | 94.4           | 253        | 163           | 90            | 13 438                   | 26                   | 111        | 509        | 193        |
| 2004                                                                            | 3 000                | 3 400 000 | 88.2           | 217        | 175           | 42            | 13 824                   | 25                   | 65         | 411        | 203        |
| 2006                                                                            | 3 022 000            | 3 357 000 | 90.0           | 339        | 207           | 132           | 8914                     | 25                   | 155        | 523        | 221        |
| 2013                                                                            | 2 783 913            | 3 275 192 | 85.0           | 310        | 190           | 120           | 8980                     | 21                   | 158        | 449        | 202        |
| 2016                                                                            | 2 898 875            | 3 410 799 | 85.0           | 341        | 213           | 128           | 8501                     | 19                   | 146        | 406        | 215        |
| 2019                                                                            | 2 968 600            | 3 475 270 | 85.4           | 356        | 228           | 128           | 8338                     | 33                   | 148        | 411        | 218        |
| 2021                                                                            | 3 005 000            | 3 525 000 | 85.2           | 383        | 260           | 123           | 7845                     | 32                   | 152        | 294        | 218        |
| 2022                                                                            | 2 234 000            | 2 630 000 | 84.9           | 339        | 175           | 110           | 6590                     | ?                    | ?          | ?          | 164        |
| Fuente: Catholic-Hierarchy, que a su vez toma los datos del Anuario Pontificio. |                      |           |                |            |               |               |                          |                      |            |            |            |

## Episcopologio
Últimos tres arzobispos de Guayaquil:
| Imagen | Escudo | Nombre del titular                   | Período                             | Período                  | Fin del cargo (razón) |
| Imagen | Escudo | Nombre del titular                   | Inicio                              | Fin                      | Fin del cargo (razón) |
| ------ | ------ | ------------------------------------ | ----------------------------------- | ------------------------ | --------------------- |
|        |        | Juan Ignacio Larrea Holguín †        | 7 de diciembre de 1989 por sucesión | 7 de mayo de 2003        | Retirado              |
|        |        | Antonio Arregui Yarza                | 7 de mayo de 2003                   | 24 de septiembre de 2015 | Retirado              |
|        |        | Luis Gerardo Cabrera Herrera, O.F.M. | Desde el 24 de septiembre de 2015   |                          |                       |